# Mahemdavad
Mahemdavad (o Mehmedabad) è una suddivisione dell'India, classificata come municipality, di 30.769 abitanti, situata nel distretto di Kheda, nello stato federato del Gujarat. In base al numero di abitanti la città rientra nella classe III (da 20.000 a 49.999 persone).

## Geografia fisica
La città è situata a 22° 49' 60 N e 72° 46' 0 E e ha un'altitudine di 32 m s.l.m..

## Società

### Evoluzione demografica
Al censimento del 2001 la popolazione di Mahemdavad assommava a 30.769 persone, delle quali 16.130 maschi e 14.639 femmine. I bambini di età inferiore o uguale ai sei anni assommavano a 3.541, dei quali 1.925 maschi e 1.616 femmine. Infine, coloro che erano in grado di saper almeno leggere e scrivere erano 21.651, dei quali 12.440 maschi e 9.211 femmine.